# Kirkerup-sagen 2023
Kirkerup-sagen omhandler en frihedsberøvelse og voldtægt af en 13-årig pige, som fandt sted den 15. april 2023. Hun blev meldt savnet lørdag formiddag den 15. april 2023, efter at hun havde delt aviser ud i Kirkerup mellem Sørbymagle og Fuglebjerg. Hendes cykel og ejendele blev kort herefter fundet i en vejkant tæt ved Kirkerup Kirke, og politiet satte en massiv efterforskning i gang.
Søndag den 16. april 2023, kl. 15, afholdt Sydsjællands og Lolland-Falsters Politi et pressemøde, hvor det blev meddelt, at pigen var blevet fundet i live. I samme ombæring oplyste de, at en 32-årig mand var blevet anholdt samt sigtet for at have frihedsberøvet og voldtaget den 13-årige. Manden havde erkendt sig delvist skyldig i forholdet. Trods navneforbud florerede navnet på den sigtede på sociale medier, men i forbindelse med retssagens begyndelse den 23. april 2024 blev navneforbuddet på den sigtede ophævet. I forbindelse med anholdelsen kom det tillige frem, at den dengang 32-årige sigtede, Philip Patrick Westh, i 2016 var ejer af en bil af samme model og farve, som dengang blev efterlyst i Emilie Meng-sagen. Den 32-årige blev den 26. april tillige sigtet for drabet på Emilie Meng, samt forsøg på voldtægt og frihedsberøvelse i november 2022 af en 15-årig pige i Sorø.

## Retssag
På retssagens første dag, 14. maj 2024, ved Retten i Næstved erkendte Philip Patrick Westh langvarig frihedsberøvelse, andet seksuelt forhold end samleje, ulovlig tvang og vold mod den 13-årige pige. Hun var bundet med plasticstrips, da politiet fandt hende på tiltaltes bopæl. Desuden erkendte han besiddelse af børnepornografisk materiale. Han nægtede sig skyldig i resten af anklagerne, som blandt andet omhandlede drabsforsøg mod den 13-årige, drab på Emilie Meng, samt forsøg på voldtægt og frihedsberøvelse af en 15-årig efterskoleelev i Sorø.
Den 28. juni 2024 blev Philip Patrick Westh af et enigt nævningeting ved Retten i Næstved kendt skyldig i grov vold, bevidst påkørsel, voldtægter, andre overgreb, vold, ulovlig tvang, blufærdighedskrænkelser og drabsforsøg på den 13-årige pige i Kirkerup, samt for drabet på og forsøg på voldtægt og langvarig frihedsberøvelse af Emilie Meng, og vold, trusler og forsøg på langvarig frihedsberøvelse og voldtægt af den 15-årige pige i Sorø. For disse forbrydelser var medlemmerne af nævningetinget enige om at idømme Philip Westh fængsel på livstid, en dom som Philip Westh ankede til Østre Landsret.

## Ankesag
Østre Landsret oplyste midt-september 2024, at behandlingen af ankesagen mod Philip Westh begynder 28. oktober 2025. Den oplyser endvidere, at der er afsat 13 retsdage til sagen, som forventes afsluttet 19. november 2025. Årsagen til, at der går lidt over et år, før ankesagen påbegyndes, skyldes den generelle berammelsessituation, sagens varighed og sagens karakter, oplyser Østre Landsret.
Sagen er både anket af den dømte og kontraanket af anklagemyndigheden.